# Pharaphodius indicus
Pharaphodius indicus är en skalbaggsart som beskrevs av Rudolph Petrovitz 1958. Pharaphodius indicus ingår i släktet Pharaphodius och familjen Aphodiidae. Inga underarter finns listade i Catalogue of Life.